# Alkani
Alkani su aciklički zasićeni ugljikovodici u kojima su atomi povezani jednostrukom kovalentnom vezom. Molekule alkana imaju maksimalan broj vodikovih atoma vezanih na ugljikove atome pa ih nazivamo zasićenima.

## Homologni niz
Opća formula homolognog niza alkana je CnH2n+2, a članovi (izuzevši metan) se razlikuju po skupini CH2. Prva četiri alkana imaju trivijalna imena, najčešće zbog svojih svojstva, a od pentana nadalje imena im se izvode iz grčkih predmetaka uz nastavak -an (pentan, heksan, heptan, oktan, nonan, dekan...).
| Redni broj | Ime    | Molekulska formula | Sažeta strukturna formula |
| ---------- | ------ | ------------------ | ------------------------- |
| 1.         | metan  | CH4                | CH4                       |
| 2.         | etan   | C2H6               | CH3 - CH3                 |
| 3.         | propan | C3H8               | CH3 - CH2 - CH3           |
| 4.         | butan  | C4H10              | CH3 - CH2 - CH2 - CH3     |
| 5.         | pentan | C5H12              | CH3 - (CH2)3 - CH3        |
| 6.         | heksan | C6H14              | CH3 - (CH2)4 - CH3        |
| 7.         | heptan | C7H16              | CH3 - (CH2)5 - CH3        |
| 8.         | oktan  | C8H18              | CH3 - (CH2)6 - CH3        |
| 9.         | nonan  | C9H20              | CH3 - (CH2)7 - CH3        |
| 10.        | dekan  | C10H22             | CH3 - (CH2)8 - CH3        |

## Svojstva

### Fizikalna
Fizička svojstva alkana ovise o broju i rasporedu atoma ugljika u molekuli.
Agregatno stanje:
- 1-4 atoma C: plinovi
- 5-17 atoma C: tekućine
- više od 17 atoma C: krutine

Vrelište im raste s porastom relativne molekularne mase, a pada s većim stupnjem razgranatosti lanca.
Kao i ostali organski spojevi ne otapaju se u vodi, a dobro se otapaju u organskim otapalima.

### Kemijska
Alkani nisu kemijski reaktivni - pri standardnim uvjetima ne reagiraju s kiselinama, bazama ni jakim oksidacijskim sredstvima. Zbog svoje se inertnosti često koriste kao otapala u drugim reakcijama te se u kemijskoj literaturi nazivaju i parafini. 
Zapaljeni na zraku gore, pri čemu nastaje ugljikov(IV) oksid i voda.
Piroliza alkana nastaje kada zagrijavamo alkane bez prisustva zraka. Pri pirolizi metan i etan se razlažu na ugljik i vodik, a ostali alkani na manje organske spojeve.
Reagiraju samo s halogenim elementima, i to samo uz prisustvo vidljive svjetlosti. Događa se reakcija supstitucije (zamjene), pri kojoj se atomi vodika zamjenjuju s atomima halogenih elemenata te nastaje odgovarajući halogenovodik npr.:

CH4 + Cl2 → CH3Cl + HCl

CH3Cl + Cl2 → CH2Cl2 + HCl

CH2Cl + Cl2 → CHCl3 + HCl

CHCl + Cl2 → CCl4 + HCl
U prvoj reakciji, osim klorovodika, nastaje klormetan, u drugoj diklormetan, u trećoj triklormetan, a u četvrtoj tetraklormetan.

## Strukturna izomerija
Strukturna izomerija je pojava dva ili više spoja imaju jednaku molekulsku formulu i molekulsku masu, ali se razlikuju po rasporedu atoma (a time i svojstvima). Pentan, primjerice, ima tri strukturna izomera:
normalni pentan (n-pentan):

```
  CH
3
 - CH
2
 - CH
2
 - CH
2
 - CH
3
```

izopentan (i-pentan):

```
  CH
3
 - CH
2
 - CH - CH
3

              |
              CH
3
```

neo-pentan:

```
        CH
3

        |
  CH
3
 - C - CH
3

        |
        CH
3
```

Naziv "neo-pentan" je iznimka - inače svi razgranati strukturni izomeri nekog alkana imaju prefiks -izo.
Butan ima samo dva izomera: nerazgranati (n-butan) i razgranati (izobutan).

## Nazivlje
Općeprihvaćeno je nazivlje prema IUPAC-u, koje se utvrđuje po skupu pravila:
1. Određuje se najduži lanac atoma C u spoju - ovisno o broju atoma C u lancu, određuje se "glavni" naziv (npr. butan), koji se piše na kraju.
2. Numeriraju se atomi C, vodeći računa o smjeru brojanja: atomi C koji na sebe imaju vezan neki drugi atom ili skupinu atoma trebaju dobiti što manji mogući broj. Pri tome se atomi vodika ne računaju.
3. Izvodi se naziv spoja: prvo se napiše broj atoma C na koji je vezan atom ili skupina atoma, a zatim naziv tog atoma ili skupine. Nazivi atoma ili skupina navode se abecednim redom, a između elemenata (brojevi te nazivi atoma ili skupina) pišu se povlake. Ako su na jedan atom C vezana dva ili više atoma (ili skupina), broj tog atoma se piše dva (ili više) puta, brojevi se odvajaju zarezom, a nazivu atoma ili skupine dodaje se prefiks - grčki broj atoma ili skupine.

Primjer:
```
              Br
              |
  CH
3
 - CH
2
 - C - CH
3

              |
              Br
```

1. Postoji samo jedan mogući lanac atoma C, pa to nije problem. U lancu postoje četiri atoma C, pa znamo da se radi o butanu.
2. Treći atom C slijeva bi trebao dobiti što manji broj (jer na sebe ima vezana dva atoma). Zato brojimo atome C zdesna.
3. Na drugi atom C vezana su dva atoma broma. Zato pišemo broj 2, ali dva puta (jer su na tom atomu C dva atoma broma), povlaku te "dibrom". Butan se piše na kraju, spojeno s ostatkom naziva (bez povlake). Dakle, naziv ovog alkana prema IUPAC-u je 2,2-dibrombutan.

Skupine atoma vezane za atome ugljika često će biti alkili.

## Vanjske poveznice
- Organska kemija: alkani, alkeni, alkini  Arhivirana inačica izvorne stranice od 9. siječnja 2015. (Wayback Machine), Veleučilište u Karlovcu